# 8090 콘서트
8090 콘서트는 경기방송에서 방송했던 라디오 프로그램이다.

## 역사
2019년 1월 7일에 첫방송을 시작했으며, 원래는 매일 방송이었으나, 2020년 1월 11일부터 주말 방송으로 축소되어 방송하다가, 2020년 3월 29일 경기방송 폐국과 함께 폐지되었다.

## 역대 방송시간
| 방송 채널    | 방송 기간                         | 방송 시간                |
| ------------ | --------------------------------- | ------------------------ |
| KFM 경기방송 | 2019년 1월 7일 ~ 2020년 1월 5일   | 매일 밤 10:00 ~ 밤 12:00 |
| KFM 경기방송 | 2020년 1월 11일 ~ 2020년 3월 29일 | 주말 밤 10:00 ~ 밤 12:00 |

## 역대 DJ

### 매일 방송
- 평일 : 서정덕 (경기방송 편성제작부 아나운서)
- 주말 : 이유나 (경기방송 편성제작부 아나운서)

### 주말 방송
- 이세나 (경기방송 PD)